# Тмогвели
Тмогвели — род знатных феодалов XII—XIV веков в Грузии, ветвь Мхаргрдзели.

## История рода
Основателем этого рода был сын Саргиса, Варам, которому царица Тамара после смерти амирспасалара Гамрекели Торели подарила поместье Торели — замок Тмогви (в исторической Джавахети) и прилегающую территорию.
Родовым монастырем Тмогвели с начала 13 века стал царский монастырь Вагани (Вани) (близ Тмогви).
Поместье Тмогвели — район Тмогви — представляло собой крупное феодальное сеньорство в XIII—XIV веках, а сам Тмогви представлял собой типичный город-крепость средневековья. Тмогвели активно участвовали в политической и культурной жизни Грузии в XII—XIII веках.
У Тмогвели была феодальная вражда со вторым великим родом Южной Грузии — князьями Самцхе, родом Джакели. Тмогвели потерпели поражение в этой битве и в 14 веке покинули Тмогви и двинулись в Кахетию и Шида Картли. В Кахетии они взяли под свой контроль Уджарму, а в западной части Шида Картли — Никоз и назывались сначала Тмогвел-Уджармели, а затем — Тмогвел-Уджармел-Павленишвили. Здесь они сделали церковь Никоси своей семейной резиденцией.